# آیدین توسجالی
آیدین توسجالی (انگلیسی: Aydın Toscalı؛ زادهٔ ۱۴ اوت ۱۹۸۰) بازیکن فوتبال اهل ترکیه است.
از باشگاه‌هایی که در آن بازی کرده‌است می‌توان به باشگاه فوتبال مرسین، باشگاه فوتبال قیصریه‌اسپور، و باشگاه فوتبال آنکاراگوچو اشاره کرد.
وی همچنین در تیم ملی فوتبال ترکیه بازی کرده‌است.